# Skegss
Skeggs é uma banda australiana de Surf music formada em Porto Byron.
Eles lançaram muitos EPs e fizeram turnês nacionais e internacionais. Se tornaram manchete depois de acusar os rappers americanos Reese e Lil Yachty de plagiar a arte da capa do single "Do It", do EP de 2015 da banda, 50 Push Ups for a Dollar.
Seu álbum de estréia, My Own Mess, foi lançado em Setembro de 2018 e alcançou o Top 2 no ARIA Charts.
Em Outubro de 2020 relançaram 50 Push Ups for a Dollar em vinil, que alcançou o Top 4. Em seguida relançaram um EP duplo como uma compilação de vinil de seus dois EPs, Holiday Food/Everyone Is Good at Something, em Novembro de 2020, que alcançou o Top 17.

## Carreira

### 2014–2017: Formação e primeiros EPs
Skegss foi formado em Byron Bay em 2014 como um quarteto de surf music e rock de garagem por Toby Cregan ( conhecido como Toby Two String) no baixo, Noa Deane na guitarra, Jonny Lani ( conhecido como Johnny Layback) na bateria e Ben Reed ( conhecido como Ben Ben Bograil) nos vocais e guitarra. Lani e Reed eram amigos de infância e se reencontraram em 2014, a dupla começou a fazer shows por cem dólares e algumas cervejas onde quer que pudessem.
Seu single de estréia, "LSD", foi lançado em Julho de 2014, quando eles foram descritos pela Revista Stab como "Uma banda sem complexos. É exatamente como você ouve, uma banda de slack rock, que te faz lembrar de quando andou descalço, sendo queimado pelo sol com o cabelo duro graças à água da praia".
Cregan explicou o título da música, "Ela se chama 'LSD', mas não é como a droga, é mais como viver, dormir e morrer (em inglês Live, Sleep, Die)".  Eles seguiram com uma série de shows em Sydney e no sul de Queensland em Agosto.
Chris Singh, reporter do meio musical citou "Os fãs podem esperar um som que parece ser casual, uma ode bem trabalhada para aqueles com uma abordagem mais descontraída da vida".
Seu segundo single, "Rock 'n' Roll Radio", foi lançado em Outubro de 2014, onde o sócio de Singh, Paul McBride, observou, "mostra como é fácil fazer uma música de rock simples, boa e descontraída".
Em abril de 2015, Deane largou a banda para se concentrar em sua carreira de surfista. A banda continuou como um trio e começou uma turnê pela América do Norte no final daquele mês, tendo shows na Califórnia, Nova York e Toronto.
Voltando à Austrália, em Junho de 2015, eles assinaram com a Ratbag Records de Brisbane, pertencente à banda Dune Rats, que têm assinatura com a Warner Music . O primeiro EP de Skegss com o selo Ratbag, 50 Push Ups for a Dollar, foi lançado em outubro de 2015, com a música "Fun", lançada como single em julho.
O próximo EP de Skegss, Everyone Is Good at Something, com 7 músicas foi lançado em Julho de 2016, chegando ao Top 4 na tabela de álbuns da ARIA Charts.
James Tait, do Howl and Echoes, citou: "eles procuram alcançar novos patamares com o lançamento de seu segundo EP ... Eles têm um talento fantástico em fazer punk rock: três acordes honestos em guitarras queimadas pelo sol, ritmos intensos e letras refletindo tanto a libertinagem e a incerteza de si mesmos quanto das jovens multidões que eles conseguem impressionar todas as noites. "
O periódico Kill Your Stereo de Peyton Bernhardt classificou a banda como número 75 de 100 e explicou: "Parece com uma crise existencial que um indie rock aficionado pode ter em meio a um ambiente social... Eles são o Pharrell Williams de Aussie beach-rock, espalhando a felicidade como um vírus contagioso que você teria muita sorte de se contaminar. "
A banda lançou o seu próximo single, "Spring Has Sprung", em Dezembro de 2016, onde o site theMusic.com.au citou: "É tudo o que você poderia querer de um hino cru do punk DIY, repleto de partes que te fazem querer cantar junto à medida que nos aproximamos da temporada de festivais". Eles continuaram com outro EP de cinco músicas, Holiday Food, em Abril de 2017.
O grupo juntou os EPs recentes como Holiday Food / Everyone Is Good at Something e lançou como uma compilação de EP duplo no mesmo mês. Alcançou a parada de álbuns do ARIA Charts no Top 12.
O primeiro single da compilação, "Got on My Skateboard", foi lançado um mês antes, com Andrew Massie do The Rockpit, expressando sua opinião: "Envolto em uma bateria corrida e suja com um gancho instantaneamente notável que o deixará com a música na cabeça por dias, esbalda nostalgia dos anos 90 e a ideia de que você deve aproveitar as vantagens de ser jovem para não se arrepender de coisas que não fez, e não daquelas que fez". Eles fizeram uma turnê como banda principal em Junho para promover o lançamento do álbum.
"Got on My Skateboard" foi listado no Top 39 do Triple J Hottest 100, 2017.

### 2018 - presente:My Own MesseRehearsal
No início de Setembro de 2018, o trio lançou seu primeiro álbum de estúdio, My Own Mess, que alcançou o Top 2 nas paradas ARIA . No ARIA Music Awards de 2019, My Own Mess foi indicado ao prêmio ARIA de Melhor Álbum de Rock, perdendo para Amyl and the Sniffers.
No final de 2020, a banda relançou os primeiros EPs em versão vinil, começando com 50 Push Ups for a Dollar em Outubro e o EP duplo Holiday Food / Everyone Is Good at Something em Novembro. Ambos estrearam atingindo o pico do top ARIA 20.
Em 26 de Março de 2021, lançaram seu segundo álbum de estúdio, Rehearsal, que teve antes divulgados cinco singles. O álbum alcançou o Top 1 nas paradas ARIA impressionando pessoas de diversas partes do mundo no dia de seu lançamento.

## Membros da banda
Membros atuais
- Ben Reed - vocal principal, guitarra rítimica(2014 - presente)
- Jonny Lani - bateria (2014 - presente)
- Toby Cregan - baixo (2014 - presente)

Membros antigos
- Noa Deane - guitarra (2014 - abril de 2015)

## Imagem pública
Em uma entrevista com a banda, David James Young, da Mixdown Magazine, disse que eles "aparecem como um rock de garagem comum com jovens de cabelos grandes desarrumados e selvagens". Life Without Andy disse que eles têm uma "energia jovem e também um senso de humor cativante". Time Out descreveu-os como " DIY, beber cerveja e maníacos surfistas da costa australiana", enquanto James Tait do Howl e Echoes os descreveu como "apenas três rockeiros amantes da diversão de Byron Bay que gostam de um cerveja gelada."

## Discografia

### Álbuns de estúdio
| Título      | Detalhes | Posições nas paradas |
| Título      | Detalhes | AUS                  |
| ----------- | --- | -------------------- |
| My Own Mess | - Lançado: 7 de setembro de 2018 - Gravadora: Ratbag, Warner Music Australasia (RATBAG014CD) - Formatos: CD, LP, download digital, streaming | 2                    |
| Rehearsal   | - Lançado: 26 de março de 2021 - Gravadora: Loma Vista Recordings, Caroline Australia - Formatos: CD, LP, download digital, streaming        | 1                    |

### Compilações
| Título                                     | Detalhes | Posições nas paradas |
| Título                                     | Detalhes | AUS                  |
| ------------------------------------------ | --- | -------------------- |
| Holiday Food/Everyone Is Good at Something | - Lançamento: 7 de abril de 2017 [alfa 1 superior] - Etiqueta: Ratbag / Warner (RATBAG012LP) - Formatos: LP | 17                   |

### EPs
| Título                                                  | Detalhes | Posições nas paradas |
| Título                                                  | Detalhes | AUS                  |
| ------------------------------------------------------- | --- | -------------------- |
| Skegss                                                  | - Lançado: abril de 2014 - Gravadora: Independente - Formato: download digital, streaming                            | -                    |
| 3 Songs We Recorded with Adam When We Were in Melbourne | - Lançado: fevereiro de 2015 - Gravadora: Independente - Formato: download digital, streaming                        | -                    |
| 50 Push Ups for a Dollar                                | - Lançado: 16 de outubro de 2015 - Gravadora: Ratbag, Warner Music - Formato: download digital, streaming, LP (2020) | 4                    |
| Everyone Is Good at Something                           | - Lançado: 15 de julho de 2016 - Gravadora: Ratbag, Warner Music - Formatos: CD, download digital                    | 2                    |
| Holiday Food                                            | - Lançado: 7 de abril de 2017 - Gravadora: Ratbag, Warner Music - Formatos: CD, download digital, streaming          | -                    |

### Singles
| Título                                          | Ano | Álbum                         |  |
| ----------------------------------------------- | --- | ----------------------------- |  |
| "LSD"                                           | 2014 | Skegss                        |  |
| "Rock'n'Roll Radio"                             | 2014 | Skegss                        |  |
| "Fun"                                           | 2015 | 50 Push Ups for a Dollar      |  |
| "Eat It"                                        | 2015 | 50 Push Ups for a Dollar      |  |
| "My Face"                                       | 2016 | Everyone Is Good at Something |  |
| "Mustang"                                       | 2016 | Everyone Is Good at Something |  |
| "Spring Has Sprung"                             | 2016 | Holiday Food                  |  |
| "Got on My Skateboard"                          | 2017 | Holiday Food                  |  |
| "Up in the Clouds"                              | 2018 | My Own Mess                   |  |
| "Smogged Out"                                   | 2018 | My Own Mess                   |  |
| "Here Comes Your Man" (Triple J Like a Version) | 2019 \| rowspan="2" style="background: #ececec; color: grey; vertical-align: middle; text-align: center; " class="table-na"\|Non-album singles |                               |  |
| "Save It for the Weekend"                       | 2019 \| rowspan="2" style="background: #ececec; color: grey; vertical-align: middle; text-align: center; " class="table-na"\|Non-album singles |                               |  |
| "Under the Thunder"                             | 2020 | Rehearsal                     |  |
| "Fantasising"                                   | 2020 | Rehearsal                     |  |
| "Wake Up"                                       | 2020 | Rehearsal                     |  |
| "Valhalla"                                      | 2021 | Rehearsal                     |  |
| "Bush TV"                                       | 2021 | Rehearsal                     |  |

## Prêmios

### ARIA Music Awards
O ARIA Music Awards é uma cerimônia anual de premiação que reconhece a excelência, inovação e conquistas em todos os gêneros da música australiana . A banda recebeu uma indicação por "My Own Mess" na categoria Melhor Álbum de Rock, infelizmente não ganhando o prêmio.